# إلدار ريازانوف
إلدار ريازانوف (الروسية: Эльдар Александрович Рязанов) (بالروسية: Эльда́р Алекса́ндрович Ряза́нов؛ ولد في 18 نوفمبر 1927، توفي في 30 نوفمبر 2015) هو مخرج وممثل وسناريست وكاتب روسي شهير.

## حياته
ولد ريازانوف عام 1927 في مدينة سامارا في عائلة دبلوماسي سوفيتي وموظف في الممثلية التجارية السوفيتية بطهران.
وولع منذ نعومة أظفاره بقراءة الكتب وقصص الرحلات البحرية، وحلم بأن يصبح بحارا وكاتبا في آن واحد. واعتزم الالتحاق بالكلية البحرية في مدينة أوديسا، لكن نشوب الحرب الوطنية العظمى التي بدأت عام 1941 حالت دون تحقيق أمنياته.
وشاءت الأقدار السعيدة أن يلتحق بمعهد الحكومي للسينما (ВГИК) في موسكو، وذلك بعد أن انتقلت عائلته إلى العاصمة. وتلقى دروس الفن السينمائي على أيدي فنانين مشهورين مثل المخرجيْن السينمائييْن سيرغي أيزينشتاين وغريغوري كوزينتسيف.
في سنة 1950 بعد التخرج من معهد غيراسيموف الحكومي للسينما بدأ عمله في الإستوديو المركزي لأفلام الوثائقية والتدريسية حيث قام بإخراج أفلام وثائقية. وحاز فيلمه الوثائقي «جزيرة ساخالين» (إنتاج 1954) على جائزة مهرجان كان السينمائي.
وبدأ ريازانوف منذ عام 1955 يعمل مخرجا سينمائيا في إستوديو «موسفيلم» حيث قام بإخراج الأفلام الكوميدية، ومنها «ليلة سقوط الأقنعة» (1956) الذي حظي بإقبال كبير، وفتح آفاقا واسعة أمام الفنانة الشابة آنذاك ليودميلا غورتشينكو.
وبعد إخراج لفيلم «أنشودة الفرسان» (1962) التاريخي والكوميدي والموسيقي في الوقت نفسه حيث لعب يوري ياكوفليف دور فارس إبان الحرب مع نابوليون عام 1812 ولعب إيغور إيلينسكي دور القائد العسكري كوتوزوف، وذاع صيته في عموم الاتحاد السوفيتي. كما اشتهر أبطاله مثل يوري ياكوفليف وتاتيانا شميغا ولاريسا غولوبكينا.
وابتداءً من مطلع ستينات القرن الماضي بدأ يتشكل حوله وتحت إشرافه فريق من الفنانين المبدعين، وبينهم كاتب السيناريو إميل براغينسكي والملحن أندريه بيتروف والممثلون والممثلات فالنتين غافت وأندريه مياغكوف وأوليغ باسيلاشفيلي وغيورغي بوركوف وليودميلا غورتشينكو وليا أخيدجاكوفا وغيرهم من الذين شاركوه في أفكاره ورؤيته في الإبداع والمجتمع ونمط الحياة في الفن. وبدأ تدريجيا يميل إلى إخراج أفلام ساخرة. ويجب أن تذكر هنا نجاحاته الإبداعية والفنية في ذلك العهد، وضمنها أفلام ساخرة مثل «احذر السيارة» (1967) و«قصة غرامية في مؤسسة حكومية» (1976) و«الكراج» (1979) «كلمة لفارس فقير» (1980) و«محطة قطار لرجل وامرأة» (1982).
في عام 1984 عاد ريازانوف إلى التراث المسرحي الروسي وأخرج فيلم «قصة رومانسية قاسية» المستوحاة من مسرحية الكاتب أوستروفسكي «بنت لا مهر لها» حيث قام الفنان والمخرج المعروف نيكيتا ميخالكوف بإداء الدور الرئيسي.
وبعد تفكك الاتحاد السوفيتي انتهى التعاون بين ريازانوف وصديقه كاتب السيناريو إميل براغينسكي، الأمر الذي أثر كثيرا على نوعية أفلامه. وبين أفلام تلك الحقبة فيلما «عجائز» (2000) و«ليلة سقوط الأقنعة– 2» (2006).

## كمخرج

### أفلام وثائقية
- «هم يتعلمون في موسكو» (1950)[6]
- «جزيرة ساخالين» (1954)
- «لقاءات مع فلاديمير فيسوتسكي» (1987)

### أفلام روائية
- «أصوات الربيع» (1955)
- «ليلة سقوط الأقنعة» (1956)
- «فتاة بدون العنوان» (1957)
- «أنشودة الفرسان» (1962)
- «احذر السيارة» (1966)
- «اللصوص القدماء» (1971)
- «مغامرات الإيطاليين العجيبة في روسيا» (1973)
- «سخرية القدر» (1975)
- «قصة غرامية في مؤسسة حكومية» (1977)
- «كراج» (1979)
- «محطة قطار لرجل وامرأة» (1982)
- «لحن منسي للمزمار» (1987)
- «التكهن» (1993)
- «مرحبا أيها أغبياء!» (1996)
- «عجائز» (2000)
- «ليلة سقوط الأقنعة-2» (2006)

## الوصلات الخارجية
- إلدار ريازانوف على موقع IMDb (الإنجليزية)
- إلدار ريازانوف على موقع ألو سيني (الفرنسية)
- إلدار ريازانوف على موقع ميوزك برينز (الإنجليزية)
- إلدار ريازانوف على موقع تيرنر كلاسيك موفيز (الإنجليزية)
- إلدار ريازانوف على موقع أول موفي (الإنجليزية)
- إلدار ريازانوف على موقع قاعدة بيانات الأفلام السويدية (السويدية)
- إلدار ريازانوف على موقع قاعدة بيانات الفيلم (الإنجليزية)
- إلدار ريازانوف على موقع كينوبويسك (الروسية)
- الموقع الشخصي لإلدار ريازانوف
- Internet Movie Database